# Cratere Timaru
Timaru  è un cratere sulla superficie di Marte.